# Relascoop

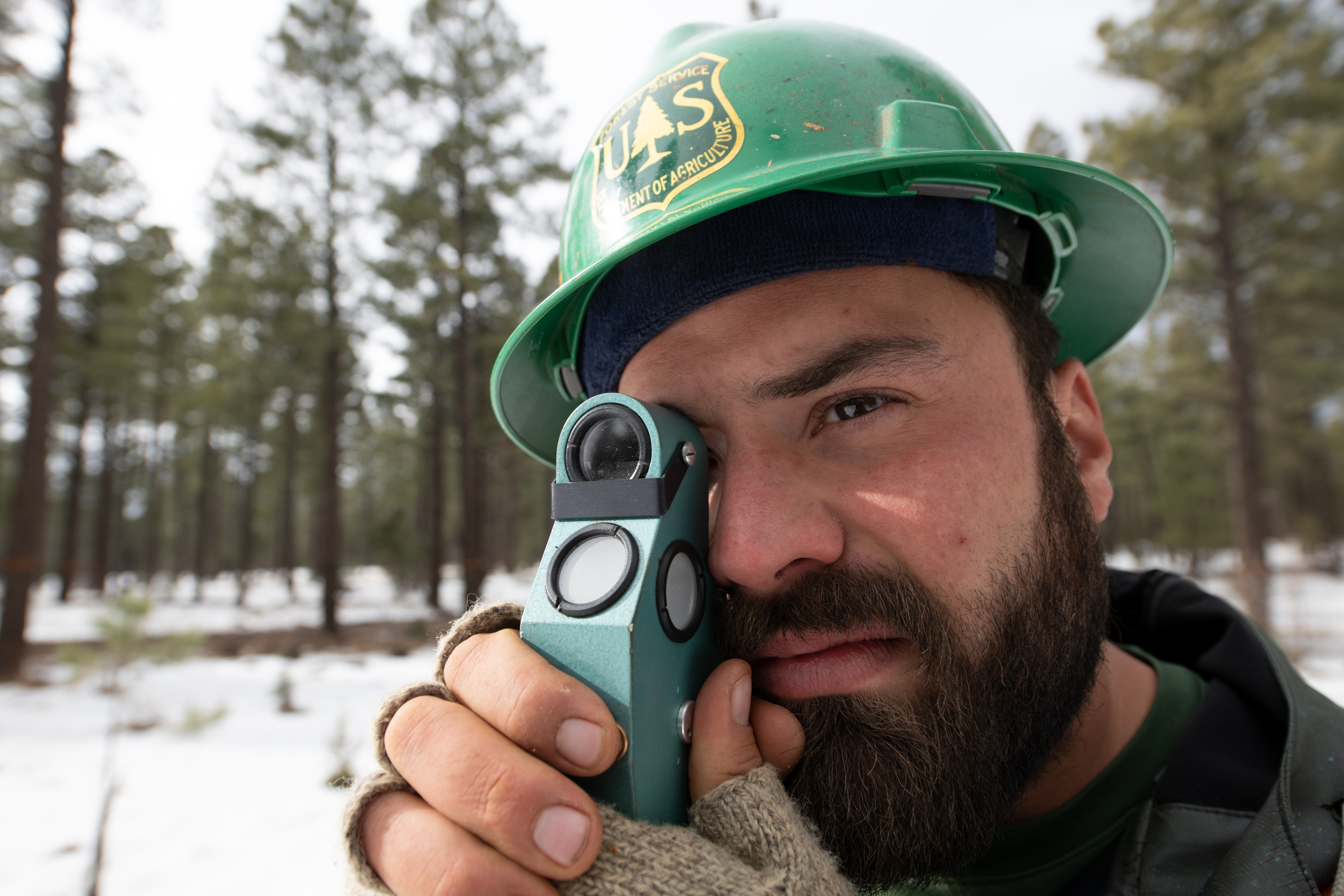
Een relascoopgebruiker van de United States Forest Service.

Een relascoop is een optisch meetinstrument dat wordt gebruikt in de bosbouw en het bosbeheer. Met een relascoop kan men de hoogte, het grondvlak en de diameter op elk punt van een boomstam meten.
Een relascoop heeft aan de voorkant een doorzichtig venster en aan de achterkant een kijkgat. Wanneer men door het kijkgat aan de achterkant kijkt, zijn in de onderste helft van het beeld verschillende schalen te zien die voor verschillende metingen worden gebruikt; op de bovenste helft is de boom waar men naar kijkt zichtbaar. Er zijn drie schalen voor de boomhoogte (afhankelijk van de afstand van de gebruiker tot de boom), vijf schalen voor de boomdiameter en twee schalen voor het grondvlak.